# Axel Stein
Axel Stein (Wuppertal, 1982. február 28. –) német színész, humorista.

## Karrierje
Több német televíziós sorozatban is szerepelt, illetve feltűnt a Digimon Virtual Pets reklámjában is. Televíziós karrierje 1998-ban kezdődött a Hausmeister Krause című sorozattal. Első filmszerepe a 2000-es Hangyák a gatyában című vígjátékban volt.
Két saját gyártású sorozata is volt Axel! és Axel! will’s wissen címmel. 
A Tape_13 című horrorfilmmel debütált rendezőként, amelyet a 2014-es Berlinalén mutattak be.

## Magánélete
2008 körül Stein fizikailag nagy változáson ment keresztül, és körülbelül öt év alatt 45 kg-ot fogyott. 2015 augusztusában testvére 42 éves korában hunyt el, aki színészmenedzsereként is tevékenykedett.
Rajong a motorsportért. Versenyzőként 2006-ban vett részt a Mini Challenge Germany két versenyén, és egy ponttal a 40. helyen végzett. Vendégként 2010-ben egy, 2011-ben pedig még két Volkswagen Scirocco R-Cup versenyen indult. Stein a TV total Stock Car Crash Challenge legsikeresebb résztvevője, miután dobogós helyezéseket ért el többek között öt első helyezéssel az 1500 köbcentis kategóriában és egy csapatgyőzelemmel az úgynevezett rodeóversenyen. Többször szerepelt már olyan műsorokban, mint a GRIP - Das Motormagazin vagy a Motorvision TV, valamint az Autobild.tv és a Welt der Wunder számára is tesztelt már járműveket.
Stein 2018 eleje óta Matthias Malmedie-vel együtt vezeti az Axel und Matthias YouTube-csatornát, amely szintén autóipari témákkal foglalkozik.
Wuppertalban él.

## Filmográfia

### Film
| Év   | Magyar cím                                     | Eredeti cím                                              | Szerep                       | Magyar hang          |
| ---- | ---------------------------------------------- | -------------------------------------------------------- | ---------------------------- | -------------------- |
| 2000 | Hangyák a gatyában                             | Harte Jungs                                              | Red Bull                     | Minárovits Péter     |
| 2000 | Suliból buliba, avagy újabb hangyák a gatyában | Schule                                                   | Dirk                         |                      |
| 2002 | Dinkák a gatyában                              | Feuer, Eis & Dosenbier                                   | Josch                        | Markovics Tamás      |
| 2002 | Hangyák a gatyában 2.                          | Knallharte Jungs                                         | Red Bull                     | Minárovits Péter     |
| 2003 |                                                | Die Klasse von '99 - Schule war gestern, Leben ist jetzt | Schmidt                      |                      |
| 2004 |                                                | Snowfever                                                | Barney                       |                      |
| 2005 | Mezítlábas szerelem                            | Barfuss                                                  | Dieter Huhn                  | Elek Ferenc          |
| 2006 | A 7 törpe visszatér, avagy az erdő nem elég    | 7 Zwerge - Der Wald ist nicht genug                      | Krumplirózsa kolbászárusként | Szokol Péter         |
| 2007 | Katonai akadémia                               | Kein Bund fürs Leben                                     | Ufo                          |                      |
| 2007 | Tell, a Vilmos                                 | Tell                                                     | Val-Tah                      | Barabás Kiss Zoltán  |
| 2008 |                                                | Lauf um Dein Leben - Vom Junkie zum Ironman              | Kurt                         |                      |
| 2008 |                                                | Morgen, ihr Luschen! Der Ausbilder-Schmidt-Film          | Rainer Zielinski             |                      |
| 2009 | Maffiózó vagyok, drágám!                       | Mord ist mein Geschäft, Liebling                         | Dirk                         | Előd Botond          |
| 2009 | Külvárosi krokodilok                           | Vorstadtkrokodile                                        | Kevin                        |                      |
| 2011 |                                                | Die Superbullen - Sie kennen keine Gnade                 | Markus                       |                      |
| 2011 | Külvárosi krokodilok 3.                        | Vorstadtkrokodile 3                                      | Kevin                        |                      |
| 2012 | Őrangyal                                       | Schutzengel                                              | Leo                          | Karácsonyi Zoltán    |
| 2012 | Egy férfi nem adja fel                         | Mann tut was Mann kann                                   | Bode                         | Joó Gábor            |
| 2014 | Nem az én napom                                | Nicht mein Tag                                           | Till                         | Csík Csaba Krisztián |
| 2015 |                                                | 3 Türken & ein Baby                                      | Gunnar                       |                      |
| 2015 |                                                | 8 Seconds                                                | nyomozó                      |                      |
| 2015 |                                                | Gespensterjäger                                          | George                       |                      |
| 2015 |                                                | Macho Man                                                | Ulli                         |                      |
| 2015 |                                                | Hilfe, ich hab meine Lehrerin geschrumpft                | Peter Vorndran               |                      |
| 2015 |                                                | Bruder vor Luder                                         | Ulf                          |                      |
| 2016 |                                                | Seitenwechsel                                            | Moritz                       |                      |
| 2016 |                                                | Männertag                                                | Klaus-Maria                  |                      |
| 2017 |                                                | Schatz, nimm du sie!                                     | Paul                         |                      |
| 2017 | Szimpli                                        | Simpel                                                   | Enzo                         |                      |
| 2017 | 5300 évvel ezelőtt                             | Der Mann aus dem Eis                                     | Gris                         |                      |
| 2018 | Segítség, összement a tanárom!                 | Hilfe, ich hab meine Eltern geschrumpft                  | Peter Vorndran               |                      |
| 2018 |                                                | Meine teuflisch gute Freundin                            | Lehrer Seidel                |                      |
| 2018 |                                                | So viel Zeit                                             | Autokäufer                   |                      |
| 2019 | Az Aranyhalak                                  | Die Goldfische                                           | Rainer 'Rainman'             | Elek Ferenc          |
| 2020 |                                                | Die Wolf-Gäng                                            | Hannappel                    |                      |
| 2021 | A briliáns csel                                | Way Down                                                 | Klaus                        | Minárovits Péter     |
| 2021 | Segítség, a barátaim összementek!              | Help, I Shrunk My Friends                                | Peter Vorndran               | Zámbori Soma         |
| 2022 |                                                | JGA: Jasmin. Gina. Anna.                                 | Stefan                       |                      |
| 2023 | Hangyák a gatyában 3.                          | Hammerharte Jungs                                        | Rudi                         | Minárovits Péter     |
| 2023 | Manta, Manta: Padlógáz!                        | Manta, Manta - Zwoter Teil                               | Hauke                        | Kapácsy Miklós       |
| 2024 | Játékest                                       | Spieleabend                                              | Oliver                       | Kovács Lehel         |

### Televízió

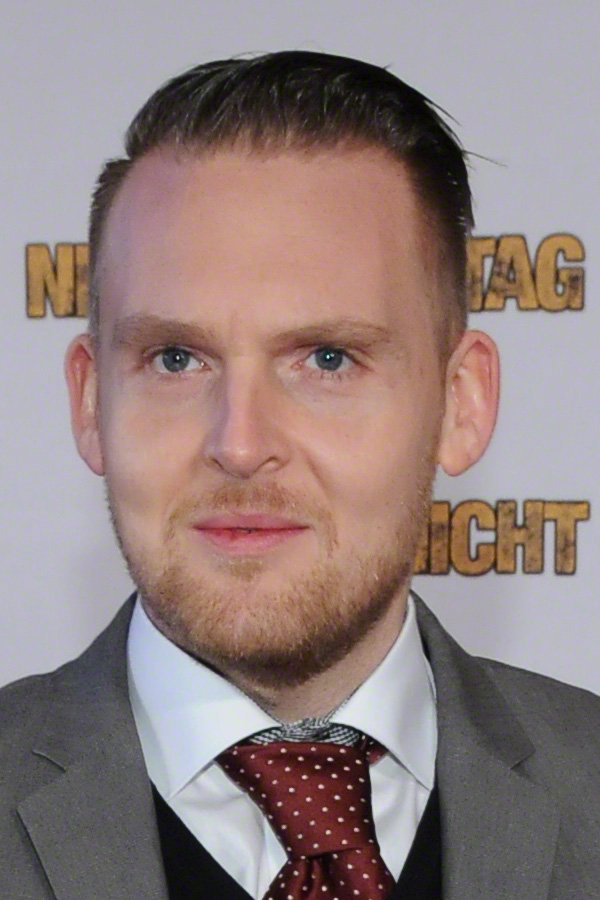
2014-ben

| Év        | Magyar cím                      | Eredeti cím                        | Szerep                        | Megjegyzések                                   |
| --------- | ------------------------------- | ---------------------------------- | ----------------------------- | ---------------------------------------------- |
| 1996–1998 |                                 | Die Wache                          | Zeuge / Starkey / Hans Würger | 4 epizód                                       |
| 2000      | A szuperzsaru és a fenegyerekek | Der Superbulle und die Halbstarken | Kamikaze                      | tévéfilm                                       |
| 2001      |                                 | SK Kölsch                          | Robbie Sievernich             | 1 epizód                                       |
| 2001      | A nyomozó                       | Der Fahnder                        |                               | 1 epizód                                       |
| 2001      | Pasik a csúcson                 | Verliebte Jungs                    | Willi Müller                  | - tévéfilm - magyar hangja: - Minárovits Péter |